# Passagon
Passagon ist ein Arrondissement im Departement Zou im westafrikanischen Staat Benin. Es ist eine Verwaltungseinheit, die der Gerichtsbarkeit der Kommune Bohicon untersteht.

## Demografie und Verwaltung
Gemäß der Volkszählung 2013 des beninischen Statistikamtes INSAE hatte das Arrondissement 11.211 Einwohner, davon waren 5233 männlich und 5978 weiblich.
Von den 66 Dörfern und Quartieren der Kommune Bohicon entfallen sechs auf Passagon:
1. Djonouta
2. Hélou
3. Lotcho
4. Massè-Gbamè
5. Sokpadelli
6. Tovigomè